# فهرست تفنگ‌های شکاری رایج در ایران
این فهرستی از نام تفنگ‌هایی است که در ایران برای شکار رایج بوده است.
- آینالی اوش‌تیر
- بش آچیلان
- پنج تیر روسی
- پنج‌تیر پران
- تفنگ آرش
- تفنگ شاهین
- تفنگ انفیلد
- تفنگ اهرمی
- تفنگ بایکال
- تفنگ بدانقای گلنگدنی گلوله‌زنی کالیبر ۳۶ تک‌تیر
- تفنگ بدانقای گلنگدنی ساچمه‌زن کالیبر ۱۲ تک‌تیر
- تفنگ برتیه
- تفنگ بردان
- تفنگ برنو بلند
- تفنگ برنو کوتاه
- تفنگ برنو متوسط
- تفنگ برنو
- تفنگ پنج‌تیر ذره‌بینی
- تفنگ پنج‌تیر کارابین آلمانی مدل ۱۸۹۶
- تفنگ پمپ اکشن
- تفنگ ته‌پر
- تفنگ چخماقی
- تفنگ حاج محمد تقی
- تفنگ خاندار
- تفنگ خفیف تک‌تیر
- تفنگ خفیف پنج‌تیر
- تفنگ خفیف هشت‌تیر
- تفنگ خفیف ده‌تیر
- تفنگ خفیف دوازده‌تیر
- تفنگ خفیف شانزده‌تیر
- تفنگ خفیف
- تفنگ دستکش گلوله‌زن
- تفنگ دست‌کش
- تفنگ دنگی
- تفنگ تک‌لول
- تفنگ دولول
- تفنگ دولول کنارهم
- تفنگ دولول روی‌هم
- تفنگ سه‌لول
- تفنگ چهارلول
- تفنگ ساچمه‌زن
- تفنگ کرال
- تفنگ سارسیلماز
- تفنگ سرپر
- تفنگ سرپر فتیله‌ای
- تفنگ سرپر قزلباش
- تفنگ سرپر پستانکی
- تفنگ سرپر چخماقی
- تفنگ سه‌تیر فرانسه
- تفنگ کوسه
- تفنگ کمرشکن
- تفنگ گلوله‌زن
- تفنگ گلنگدنی
- تفنگ نخجیر ۱
- تفنگ نخجیر ۲
- تفنگ نخجیر ۳
- تفنگ صیاد ۲
- تفنگ شاهین
- تفنگ آرش
- تفنگ سیاوش
- تفنگ قلعه‌کوب
- تفنگ فلیس
- تفنگ مکنز
- تفنگ لور اکشن
- تفنگ لی انفیلد
- مارتینی–هنری
- دایان دولدوروم
- ده تیر انگلیسی
- دولول یک لول گلوله و یک لول ساچمه
- ساچمه زن کالیبر شانزده
- ساچمه‌زن کالیبر بیست
- ساچمه‌زن کالیبر ده
- ساچمه‌زن کالیبر دوازده
- سی صفر شش_ام یک
- شاسپو
- شاسپوت
- شش و نیم پنجاه و پنج
- شمخال
- فلفل‌پاش
- لور اکشن  کالیبر سیصد و هشت
- مکنز  اهرمی  ساچمه‌زن ۱۲
- مگزین
- موسین–ناگانت
- موزر ۹۸
- بیست و دو هرنت
- هشت شصت و چهار
- هشت شصت و هشت
- رومنتون 5تیر ترکیه